# Ocell del paradís de Raggi
L'ocell del paradís de Raggi (Paradisaea raggiana) és una espècie d'ocell de la família dels paradiseids (Paradisaeidae) que habita zones boscoses del sud-est de Nova Guinea.